# Laura Abril
Laura Valentina Abril Restrepo, conhecida como Laura Abril, e também Valentina Abril (La Cumbre, 28 de janeiro de 1990) é uma ciclista colombiana que compete em provas de mountain bike.
Em 2008, conquistou a medalha de ouro na modalidade junior cross-country no Campeonato Mundial de Mountain Bike & Trials da UCI, em Val di Sole, na Itália. O tempo total foi de 1h16min08s, com uma velocidade média de 8,6 mph (14 km/h).
Representou o seu país, a Colômbia, ao participar do ciclismo nos Jogos Olímpicos de Verão de 2012 na prova de cross-country feminino, mas não completou a corrida.
Nos Jogos Sul-Americanos de 2018 disputados em Cochabamba, Laura Abril conquistou a medalha de ouro na modalidade cross-country, com tempo de 1h16m36s. Também ganhou a medalha de prata nos Jogos Centro-Americanos e do Caribe de 2018, cujas disputas do ciclismo foram sediadas em Cáli, na prova do cross-country feminino (com o tempo de 1h12m43s).